# Ґури (Куявсько-Поморське воєводство)
Ґури (пол. Góry, нім. Gora) — село в Польщі, у гміні Яніково Іновроцлавського повіту Куявсько-Поморського воєводства.
Населення — 115 осіб (2011).
У 1975-1998 роках село належало до Бидгощського воєводства.

## Демографія
Демографічна структура станом на 31 березня 2011 року:
|          | Загалом | Допрацездатний вік | Працездатний вік | Постпрацездатний вік |
| -------- | ------- | ------------------ | ---------------- | -------------------- |
| Чоловіки | 59      | 20                 | 32               | 7                    |
| Жінки    | 56      | 15                 | 34               | 7                    |
| Разом    | 115     | 35                 | 66               | 14                   |